# كارل هاتش
كارل هاتش (بالإنجليزية: Carl Hatch)‏ (و. 1889 – 1963 م) هو سياسي، ومحام، وقاض من الولايات المتحدة الأمريكية ولد في كيروين.
تولى منصب عضو مجلس الشيوخ الأمريكي .وهو عضو في الحزب الديمقراطي الأمريكي .